# Martti Nieminen
Martin Aleksander "Martti" Nieminen (ur. 3 listopada 1891, zm. 29 marca 1941) – fiński zapaśnik. Brązowy medalista olimpijski z Antwerpii 1920, w wadze ciężkiej.
Srebrny medalista mistrzostw świata w 1921. Triumfator mistrzostw nordyckich w 1921 roku.
Mistrz kraju w 1921 i 1922; trzeci w 1924 roku. 

## Letnie Igrzyska Olimpijskie 1920
| Konkurencja             | Rundy eliminacyjne  | Rundy eliminacyjne  | Turniej o brązowy medal | Turniej o brązowy medal  | Klas. końcowa |
| Konkurencja             | 1/8                 | 1/4                 | Przeciwnik I            | Przeciwnik II            | Miejsce       |
| ----------------------- | ------------------- | ------------------- | ----------------------- | ------------------------ | ------------- |
| 82,5 kg styl klasyczny. | Emil Larsen (DEN) Z | Poul Hansen (DEN) P | Edward Willkie (USA) Z  | Alexander Weyand (USA) Z | 3.            |